# Fabrizio Mejía Madrid
Fabrizio Mejía (Cidade do México, 1968) é um escritor, ator e jornalista mexicano. Fabrizio foi colunista durante quinze anos do jornal La Jornada. Fabrizio escreve para a revista política mexicana Processo.